# Tensta (district)

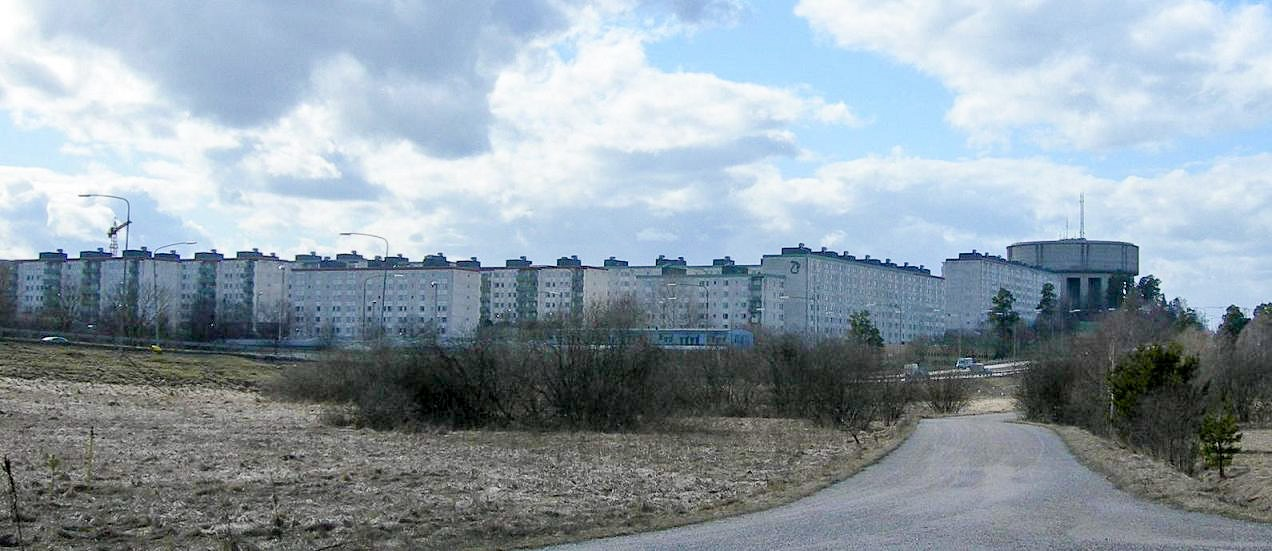
Tensta met flats.

Tensta is een district in het stadsdeel Spånga-Tensta in het noorden van Stockholm. In 2007 had het district 17.083 inwoners. Allochtonen maken 66% van de bevolking uit, en meer dan 95% van de leerlingen op basisscholen heeft een buitenlandse achtergrond. Het district bestaat uit onder meer een aantal hoge flats, die deel uitmaakten van het omvangrijke Miljoenenprogramma.

## Foto's

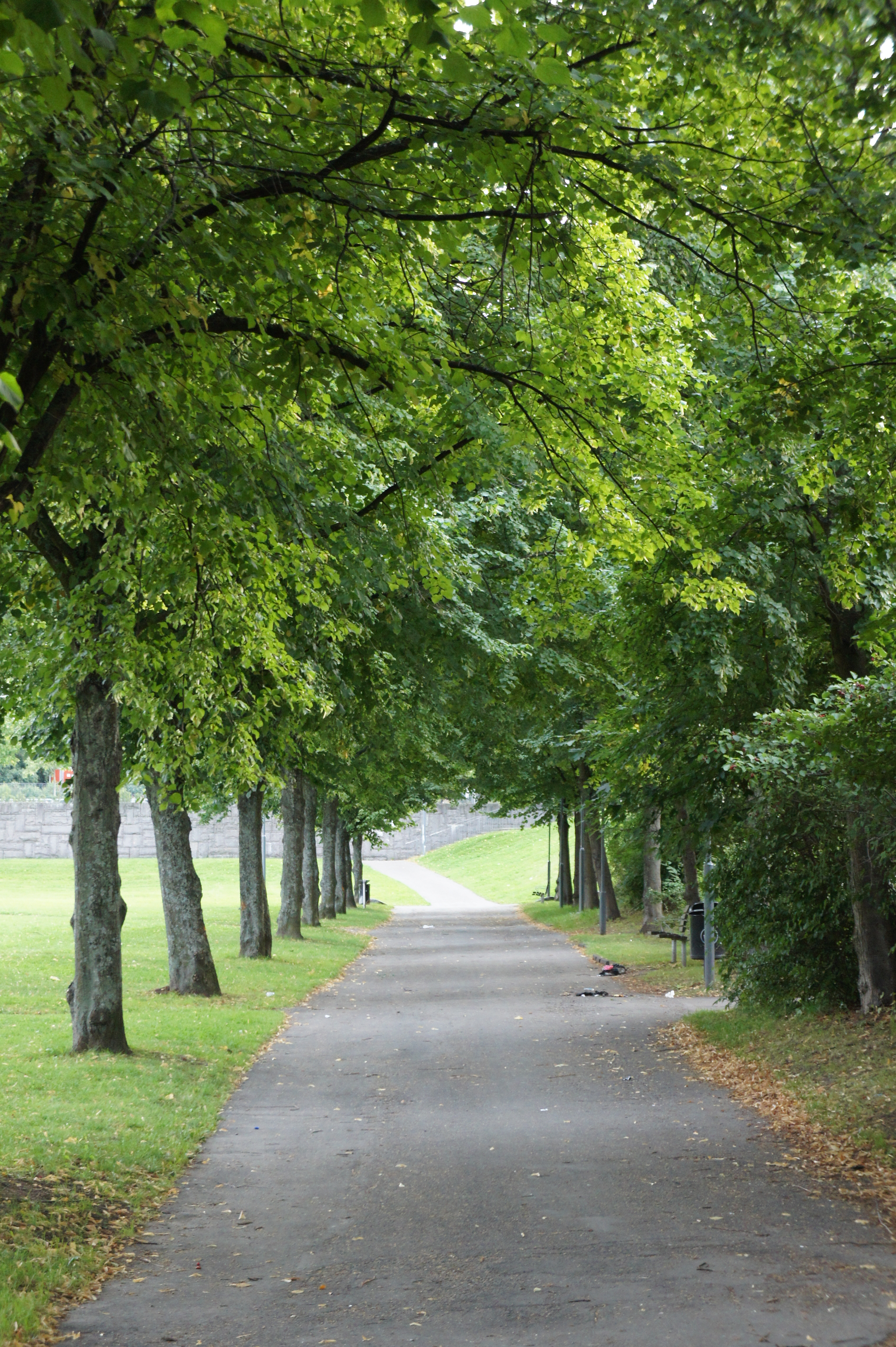
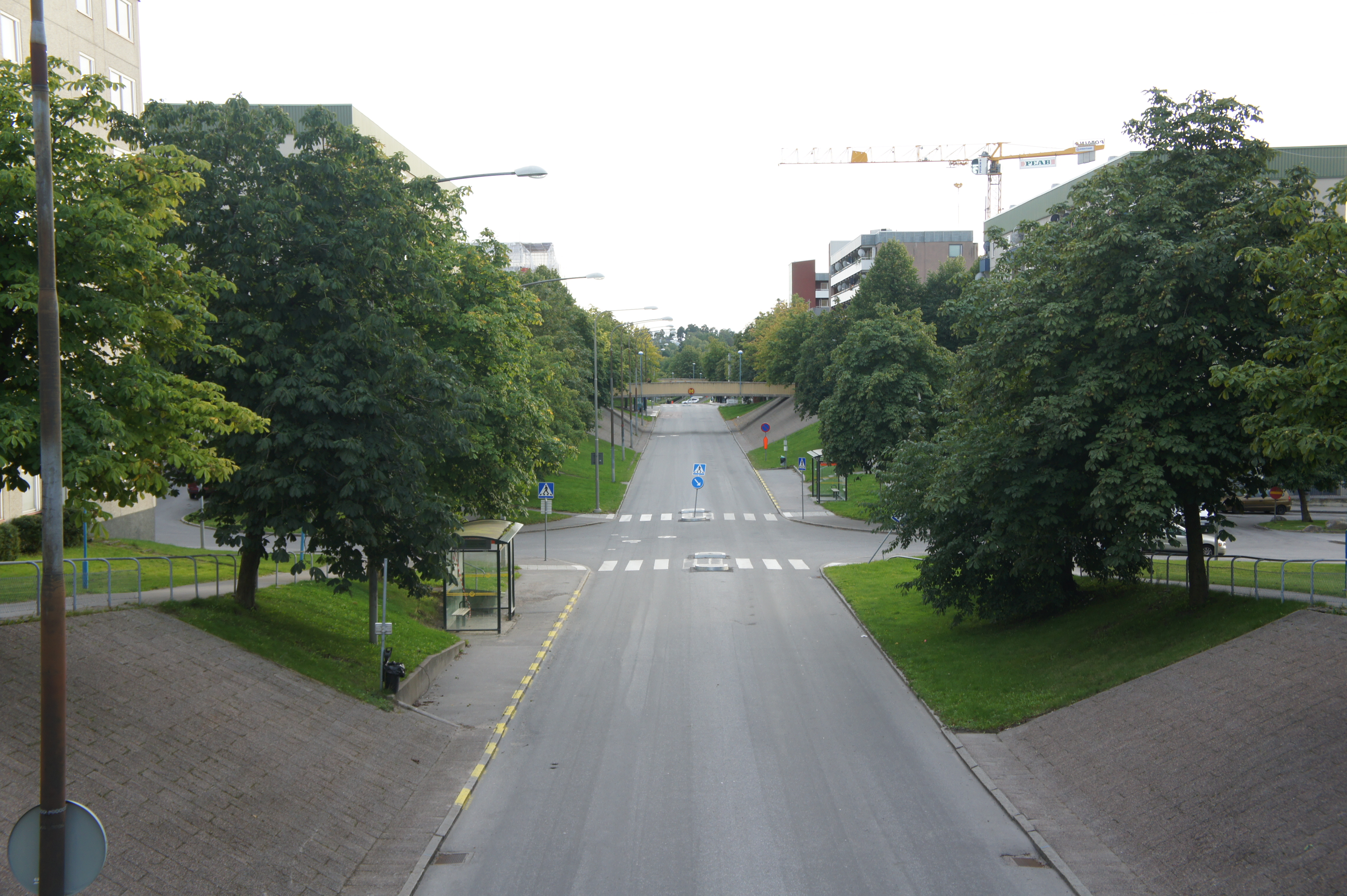
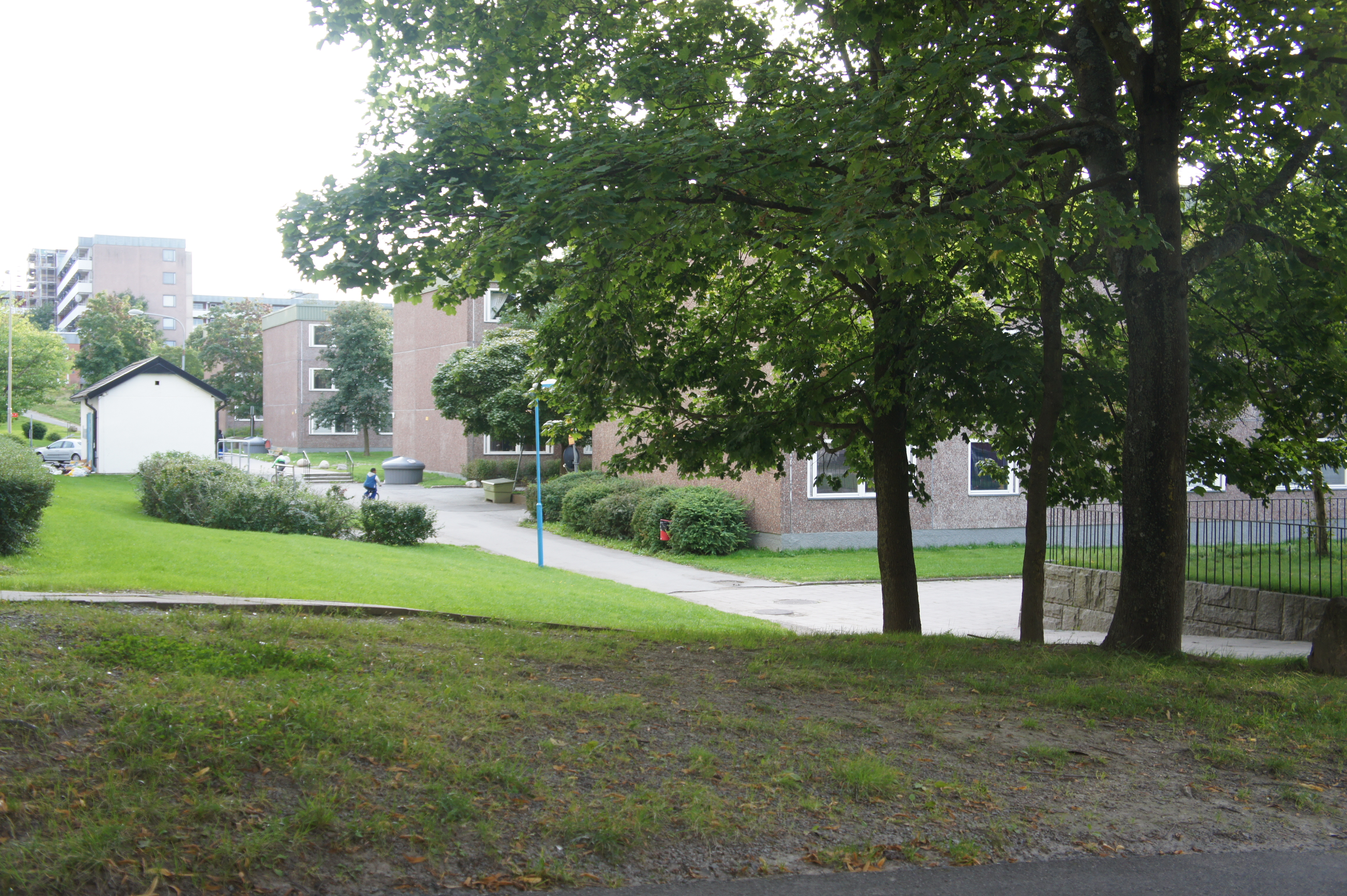
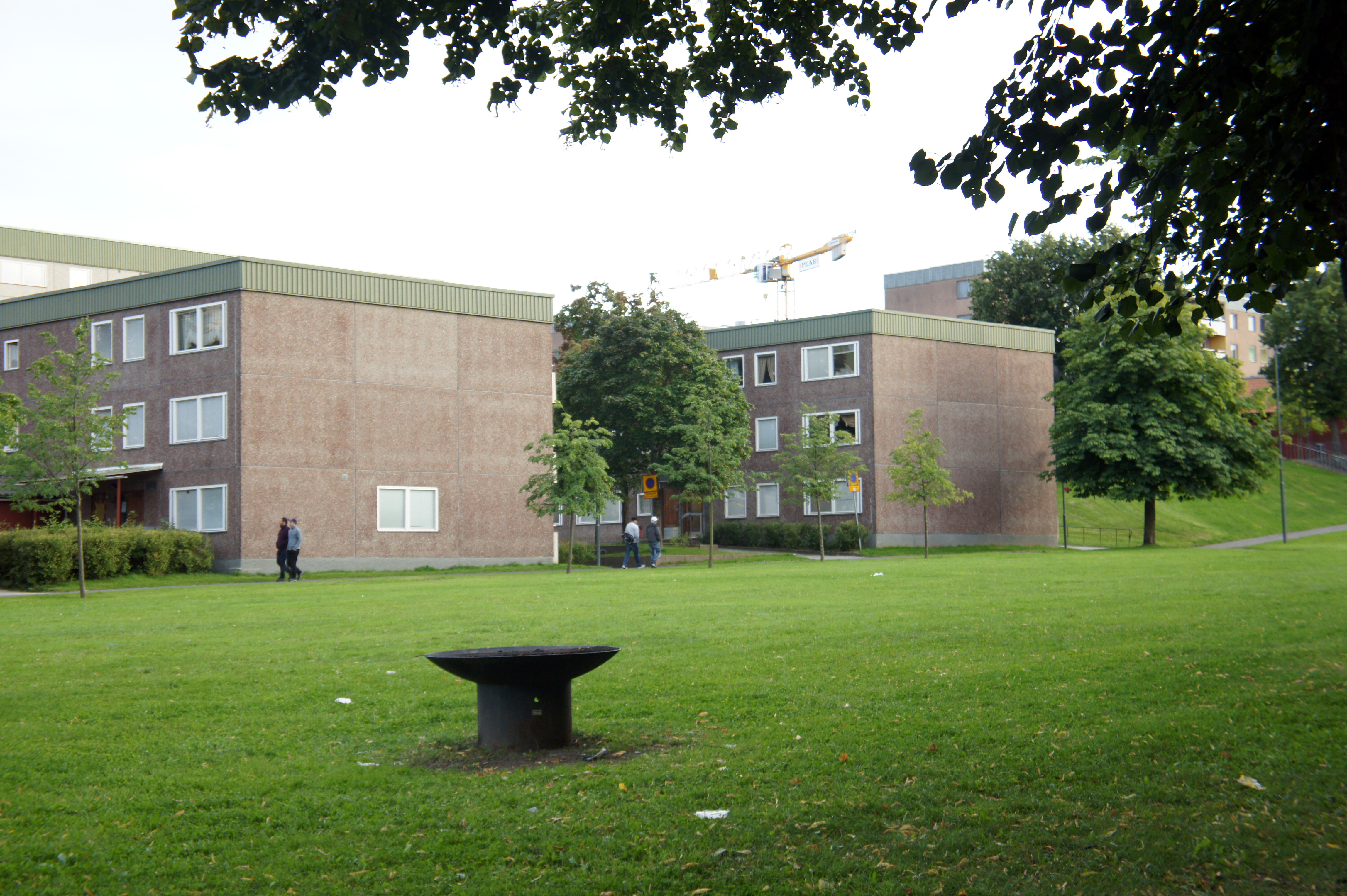
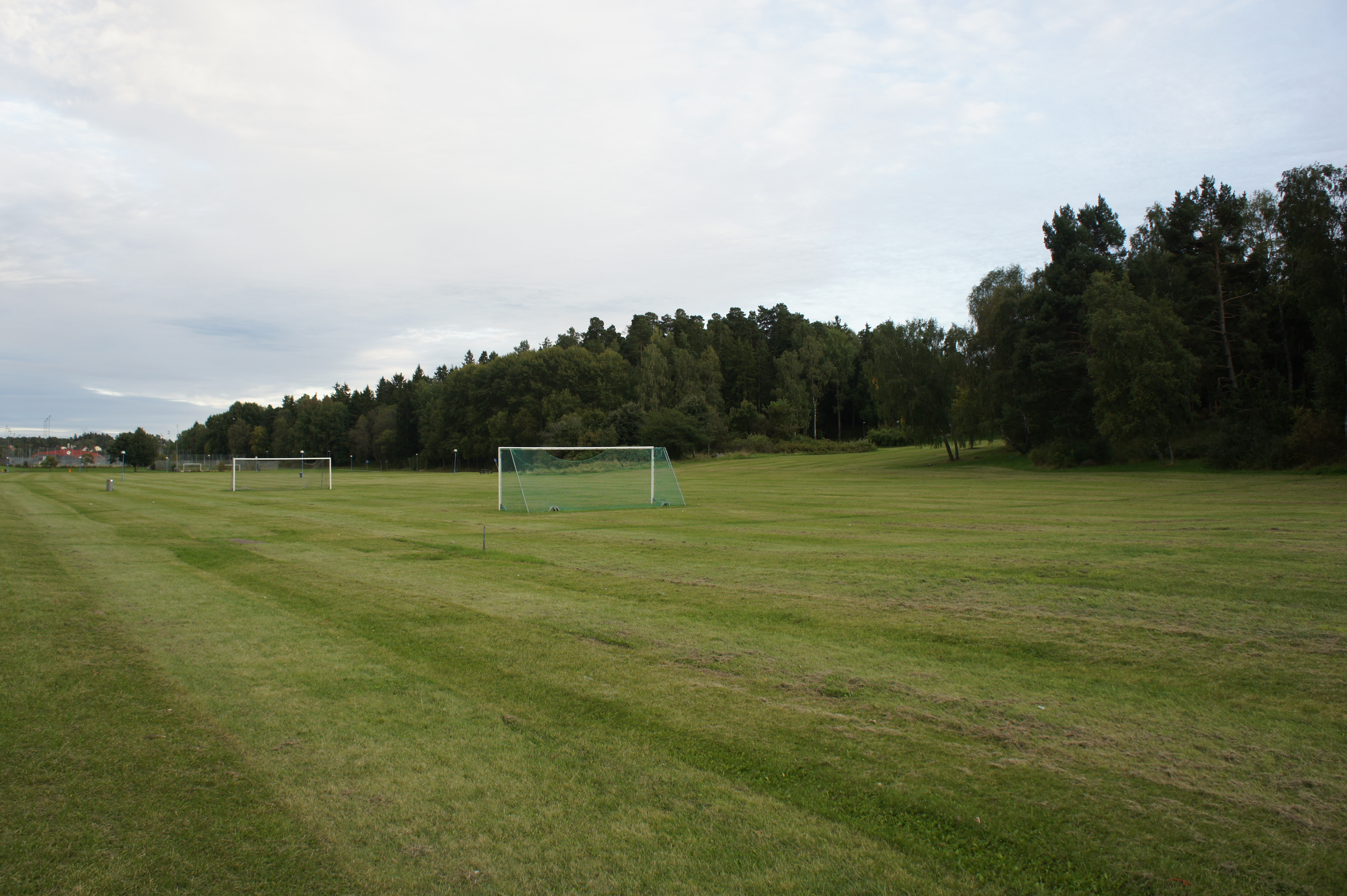
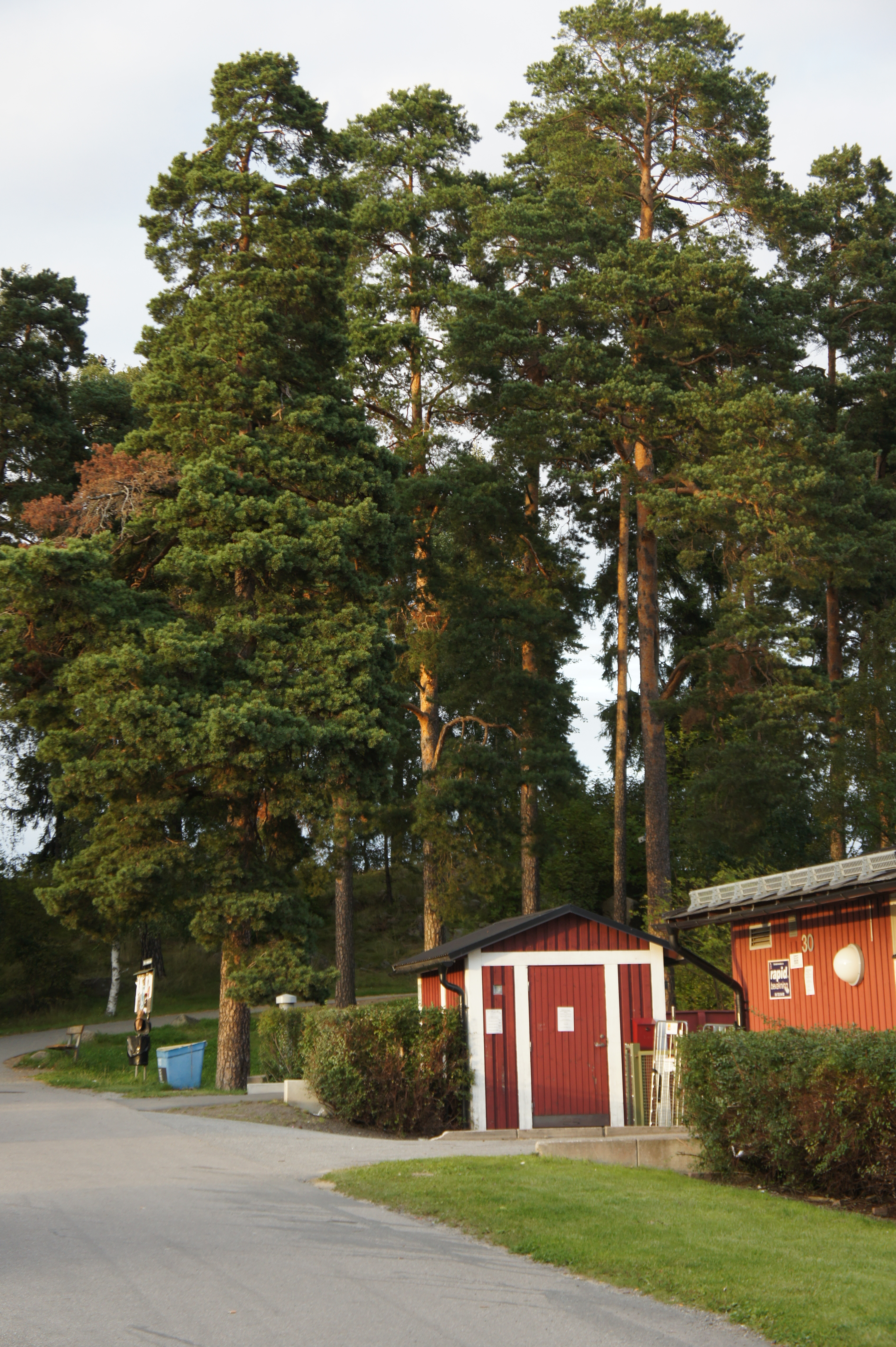
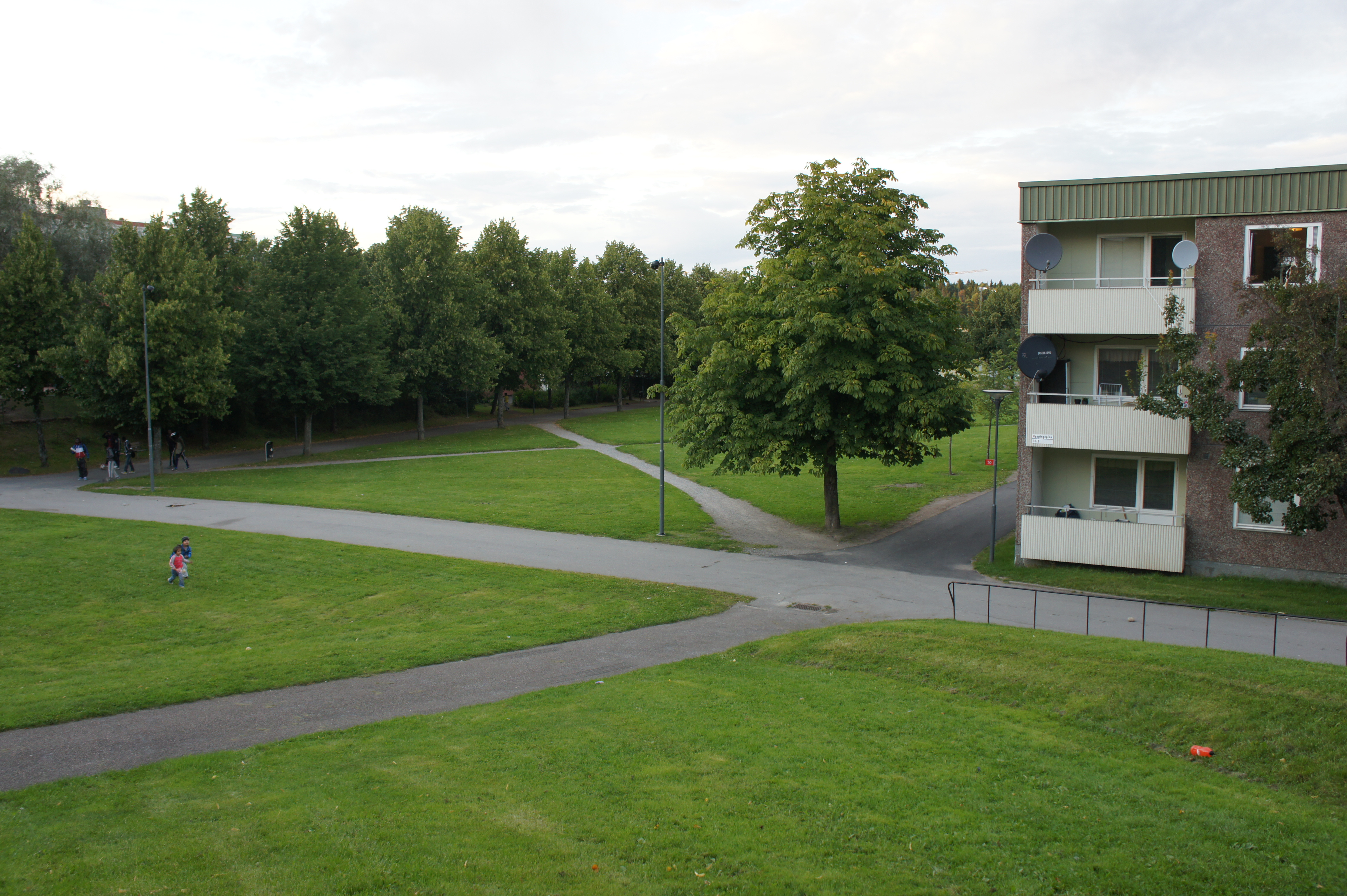
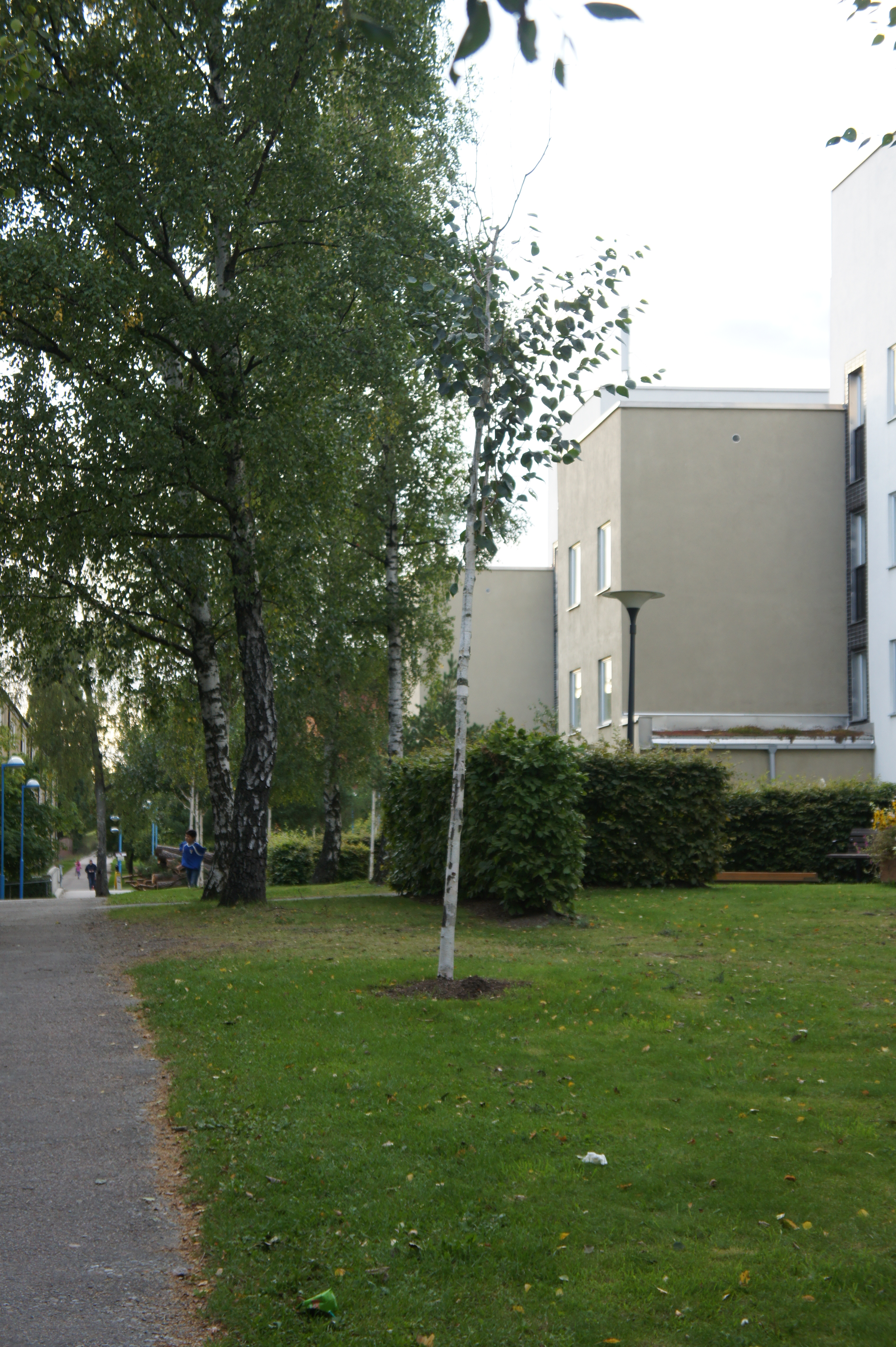